# 生方茂樹
生方 茂樹（うぶかた しげき、1956年3月誕生）は、日本の実業家、証券アナリスト。株式会社グローバルアセットパートナーズの前代表取締役社長、創業者。

## 来歴
群馬県渋川市出身。1979年中央大学商学部卒業。同年国内銀行に勤務。
1987年より（株）東洋証券経済研究所にて証券アナリスト。担当業種は、自動車、電機、電子部品、半導体製造装置など。1997年より（株）スミセイグローバル投信にて日本株運用部ファンドマネジャー。担当ファンドは、「メイプルドリーム５０」「スミセイ・日本株NEWバリューオープン」「スミセイ・デュエットオープン」など。
2002年より（株）三井住友DSアセットマネジメントの日本株運用部ファンドマネジャー。担当ファンドは、「三井住友・ドリーム５０オープン」「三井住友・日本株NEWバリューオープン」「三井住友・日本株元気シニアオープン」など。2007年10月（株）グローバル・アセット・パートナーズを設立し、同社代表取締役社長に就任。2015年2月　関東財務局投資助言業の登録。　関東財務局長（金商）第2821号。
2023年1月同社社長退任、相談役兼投資アドバイザーに就任。
現在、さいたま市在住。

## 投資戦略
日本株株式投資：ファンダメンタルズ分析を基本戦略とし、テクニカル分析にてタイミングを計る投資戦略。個別企業の連結業績予想、予想PER(株価収益率）、ROE（自己資本利益率）などを参考に、約500銘柄のなかから投資ユニバース（集合体）として約50～70銘柄を選別する。このユニバースを絶えずウオッチしながら、その後、日足・週足のチャート分析、MACD（指数平滑移動平均線）、RSI（買われすぎ・売られすぎの指標）、ボリンジャーバンド（統計学的な観点から株価動向を予測する指標）、ストキャスティクス（買われすぎ・売られすぎの指標）などのテクニカル分析を駆使して投資銘柄を5～10銘柄程度に絞り込む。
上記分析により、株式の個別要因によるリスクは、ある程度低減させることができると思われる。しかし、その他の軍事進攻などによる地政学的なリスク、巨大地震のリスク、米国や日本の金融政策変更のリスクなど市場全体に関わるリスク（マーケットリスク）が存在する。株式の買いで保有していた場合、ロスカット水準を決めて、逆指値発注などが有効なリスク回避手段となると思われる。
日経２２５オプション戦略：ショートストラングル戦略に一定の「買いOP」を設定し、アービトラージとして運用する戦略を多用していたが。しかし最近の日経平均の急上昇により、日経225オプションのコールおよびプットの「売り」に対する証拠金額が大きく上昇した。また、日経平均の上昇に伴い、日々の価格変動額が大きくなり、日経225オプションの投資投下資金に対するリターンが大幅に縮小した。加えて日々の日経平均株価の変動により、コール・プット価格が大きく上昇し、投資リターンがマイナスになるリスクが増大している。このような運用状況を考慮し、現在日経225オプションの運用を一時的に中止している。

## 著作
- 『ベトナム株 驚異の資産運用法』インデックス・コミュニケーションズ、2008年4月30日、ISBN  9784757305151

## 寄稿
- 「スミセイ・日本株NEWバリューオープン」『J-Fund 人気の投資信託』2000年7/8月号、竹村出版
- 「アナリスト この会社」『日経金融新聞』
  - 1992年3月3日「新日本空調」（1952）
  - 1995年7月「京セラ」（6971）
  - 1996年10月30日「ジオマテック」（6907）
  - 1998年5月「ディスコ」（6146）

## 資格等
（公）日本証券アナリスト協会検定会員補　平成16年6月登録 登録NO.0029667